# Guglielmo II del Monferrato
Guglielmo II del Monferrato (? – ante agosto 961) è stato un nobile franco e marchese del Monferrato.

## Biografia
Guglielmo, figlio di Aleramo, viene citato un'unica volta nei documenti, e precisamente nell'agosto del 961. In quel periodo Aleramo, recentemente sposatosi in seconde nozze con Gerberga, figlia di Berengario II d'Ivrea, re d'Italia, decide di celebrare l'unione e di riconoscere il legame della seconda moglie con i suoi figli avuti dal primo matrimonio. Per questo arricchisce l'abbazia di Grazzano, da lui stesso fondata, donandole terre e beni.
Durante la formalizzazione di questo atto, sono presenti i figli Anselmo e Oddone. Tuttavia, il documento che dettaglia le ragioni di questa donazione menziona anche Guglielmo, il figlio defunto di Aleramo, in onore del quale l'abbazia è dedicata: « [...] pro anime nostre et quondam Gulielmi qui fuit filius et filiaster atque germanus noster seu parentum nostrum mercede. ». Viene specificato che i monaci avrebbero dovuto quotidianamente celebrare messe e officiare in memoria sia di Aleramo che del compianto Guglielmo: [...] quotidie unusquisque pro me Aledramo et suprascripto quondam Gulielmo qui fuit filius noster missam cantent et officium faciant. ». Anche da queste informazioni si deduce che, Guglielmo, fosse il primogenito di Aleramo: è tradizione che spettasse al primogenito maschio il compito di perpetuare il nome del nonno. Si presume che Guglielmo sia morto giovane e senza discendenza.
Riguardo alla madre di Guglielmo, e prima moglie di Aleramo, le informazioni sono scarse. Tra le varie ipotesi sulla sua origine, quella proposta da Aldo A. Settia sembra la più plausibile. Settia suggerisce che Aleramo potrebbe aver sposato una donna imparentata con la madre del re d'Italia Ugo di Provenza, attraverso la quale avrebbe ricevuto in dote beni situati nella zona collinare a destra del Po. Questi beni, in parte, rientrano nella donazione fatta all'abbazia nel 961.